# Hugo Abensberg und Traun
Hugo Abensberg und Traun est un noble et diplomate autrichien né le 20 septembre 1828 à Vienne et mort le 3 août 1904 à Maissau.

## Biographie
Hugo Abensberg und Traun naît à Vienne le 20 septembre 1828 de Johann Adam (II.) von Abensperg und Traun et de Maria Franziska von Abensperg und Traun, née Freiin von Mesnil. Il est l'oncle d'Otto Abensberg und Traun.
À partir de 1844, il étudie la philosophie à Vienne. Une fois son examen de diplomate obtenu (en 1851), il devient attaché l'année suivante à Saint-Pétersbourg, puis à Berlin, à la légation de Paris et celle de Dresde. 
En 1871, il se marie à Valentine von Abensperg und Traun, née Esterházy de Galántha. La même année, il devient conservateur du Musée autrichien des arts et de l'industrie, dont il est le président de 1894 à 1898. Il a un fils, Rudolf von Abensperg und Traun-Meissau.
Il opère à la cour impériale autrichienne, étant notamment responsable des collections impériales et de la bibliothèque de la cour, encourageant la mise en valeur scientifique des collections.

## Distinctions
Hugo Abensberg und Traun est Chevalier de l'Ordre d'Albert en 1856, Chevalier de première classe de l'Ordre de la Couronne de fer en 1873 et Chevalier de l'Ordre de la Toison d'or.